# شهرستان کاموراسکا
شهرستان کاموراسکا (به انگلیسی: Kamouraska Regional County Municipality) یک منطقهٔ مسکونی در کانادا است که در Bas-Saint-Laurent واقع شده‌است. شهرستان کاموراسکا ۲٬۶۰۳٫۷۰ کیلومتر مربع مساحت و ۲۱٬۴۹۲ نفر جمعیت دارد.